# قیز قلعه (جمکران)
قیز قلعه (جمکران) مربوط به دوره ساسانی است و در شهرستان قم، بخش مرکزی، روستای جمکران واقع شده است. این اثر در تاریخ ۲۵ اسفند ۱۳۸۰ با شماره ثبت ۵۰۵۵ به عنوان یکی از آثار ملی ایران به ثبت رسیده است.